# 1910 год
1910 (ты́сяча девятьсо́т деся́тый) год  по григорианскому календарю — невисокосный год, начинающийся в субботу. Это 1910 год нашей эры, 10‑й год 1‑го десятилетия XX века 2‑го тысячелетия, 1‑й год 1910‑х годов. Он закончился 115 лет назад.
| Пн | Вт | Ср | Чт | Пт | Сб | Вс |
|    |    |    |    |    | 1  | 2  |
| 3  | 4  | 5  | 6  | 7  | 8  | 9  |
| 10 | 11 | 12 | 13 | 14 | 15 | 16 |
| 17 | 18 | 19 | 20 | 21 | 22 | 23 |
| 24 | 25 | 26 | 27 | 28 | 29 | 30 |
| 31 |    |    |    |    |    |    |

| Пн | Вт | Ср | Чт | Пт | Сб | Вс |
|    | 1  | 2  | 3  | 4  | 5  | 6  |
| 7  | 8  | 9  | 10 | 11 | 12 | 13 |
| 14 | 15 | 16 | 17 | 18 | 19 | 20 |
| 21 | 22 | 23 | 24 | 25 | 26 | 27 |
| 28 |    |    |    |    |    |    |

| Пн | Вт | Ср | Чт | Пт | Сб | Вс |
|    | 1  | 2  | 3  | 4  | 5  | 6  |
| 7  | 8  | 9  | 10 | 11 | 12 | 13 |
| 14 | 15 | 16 | 17 | 18 | 19 | 20 |
| 21 | 22 | 23 | 24 | 25 | 26 | 27 |
| 28 | 29 | 30 | 31 |    |    |    |

| Пн | Вт | Ср | Чт | Пт | Сб | Вс |
|    |    |    |    | 1  | 2  | 3  |
| 4  | 5  | 6  | 7  | 8  | 9  | 10 |
| 11 | 12 | 13 | 14 | 15 | 16 | 17 |
| 18 | 19 | 20 | 21 | 22 | 23 | 24 |
| 25 | 26 | 27 | 28 | 29 | 30 |    |

| Пн | Вт | Ср | Чт | Пт | Сб | Вс |
|    |    |    |    |    |    | 1  |
| 2  | 3  | 4  | 5  | 6  | 7  | 8  |
| 9  | 10 | 11 | 12 | 13 | 14 | 15 |
| 16 | 17 | 18 | 19 | 20 | 21 | 22 |
| 23 | 24 | 25 | 26 | 27 | 28 | 29 |
| 30 | 31 |    |    |    |    |    |

| Пн | Вт | Ср | Чт | Пт | Сб | Вс |
|    |    | 1  | 2  | 3  | 4  | 5  |
| 6  | 7  | 8  | 9  | 10 | 11 | 12 |
| 13 | 14 | 15 | 16 | 17 | 18 | 19 |
| 20 | 21 | 22 | 23 | 24 | 25 | 26 |
| 27 | 28 | 29 | 30 |    |    |    |

| Пн | Вт | Ср | Чт | Пт | Сб | Вс |
|    |    |    |    | 1  | 2  | 3  |
| 4  | 5  | 6  | 7  | 8  | 9  | 10 |
| 11 | 12 | 13 | 14 | 15 | 16 | 17 |
| 18 | 19 | 20 | 21 | 22 | 23 | 24 |
| 25 | 26 | 27 | 28 | 29 | 30 | 31 |

| Пн | Вт | Ср | Чт | Пт | Сб | Вс |
| 1  | 2  | 3  | 4  | 5  | 6  | 7  |
| 8  | 9  | 10 | 11 | 12 | 13 | 14 |
| 15 | 16 | 17 | 18 | 19 | 20 | 21 |
| 22 | 23 | 24 | 25 | 26 | 27 | 28 |
| 29 | 30 | 31 |    |    |    |    |

| Пн | Вт | Ср | Чт | Пт | Сб | Вс |
|    |    |    | 1  | 2  | 3  | 4  |
| 5  | 6  | 7  | 8  | 9  | 10 | 11 |
| 12 | 13 | 14 | 15 | 16 | 17 | 18 |
| 19 | 20 | 21 | 22 | 23 | 24 | 25 |
| 26 | 27 | 28 | 29 | 30 |    |    |

| Пн | Вт | Ср | Чт | Пт | Сб | Вс |
|    |    |    |    |    | 1  | 2  |
| 3  | 4  | 5  | 6  | 7  | 8  | 9  |
| 10 | 11 | 12 | 13 | 14 | 15 | 16 |
| 17 | 18 | 19 | 20 | 21 | 22 | 23 |
| 24 | 25 | 26 | 27 | 28 | 29 | 30 |
| 31 |    |    |    |    |    |    |

| Пн | Вт | Ср | Чт | Пт | Сб | Вс |
|    | 1  | 2  | 3  | 4  | 5  | 6  |
| 7  | 8  | 9  | 10 | 11 | 12 | 13 |
| 14 | 15 | 16 | 17 | 18 | 19 | 20 |
| 21 | 22 | 23 | 24 | 25 | 26 | 27 |
| 28 | 29 | 30 |    |    |    |    |

| Пн | Вт | Ср | Чт | Пт | Сб | Вс |
|    |    |    | 1  | 2  | 3  | 4  |
| 5  | 6  | 7  | 8  | 9  | 10 | 11 |
| 12 | 13 | 14 | 15 | 16 | 17 | 18 |
| 19 | 20 | 21 | 22 | 23 | 24 | 25 |
| 26 | 27 | 28 | 29 | 30 | 31 |    |

## События
- На Удельном ипподроме в Санкт-Петербурге впервые в России проведены международные авиационные состязания.
- Земля в своём движении по орбите проходит через хвост кометы Галлея.
- Марии Склодовской-Кюри впервые в мире удалось выделить металлический радий из его соли и подробно изучить его свойства.
- Восстание в Албании подавлено турецкой армией.

### Январь
- 8 января — по Пунакхскому договору гималайское королевство Бутан становится протекторатом Британской Империи.
- 15 января — Французское Конго, в результате объединения колоний — Габона, Среднего Конго, Убанги-Шари и Чада преобразуется во Французскую Экваториальную Африку[1].
- 17 января — сформировано венгерское правительство во главе с графом Кароем Куэн-Хедервари[2].
- 28 января — прервана до 24 марта работа Государственного собрания Венгрии, вынесшего в этот день вотум недоверия правительству графа Кароя Куэна-Хедервари[3].
- 31 января — в Российской империи создана партия Всероссийский национальный союз.

### Февраль
- 3 февраля — завершилась «Юбилейная» экспедиция В.К. Арсеньева (1908—1910) — третья и самая масштабная из так называемых Сихотэ-Алиньских экспедиций В. К. Арсеньева.
- 15 февраля — самораспустилась Конституционная партия Венгрии, возглавлявшаяся Дьюлой Андраши[3].
- 19 февраля — в Королевстве Венгрии Иштван Тиса основал Национальную партию труда[3].

### Март
- 6 марта — в Берлине конная полиция разогнала рабочую демонстрацию с требованиями введения всеобщего избирательного права в Пруссии («германское кровавое воскресенье»)[4].
- 8 марта — решением Социалистического Интернационала (Копенгаген) день 8 марта объявлен Международным женским днём.
- 8 марта — француженка Элиз де Ларош стала первой в истории женщиной-пилотом, обладающей лицензией на управление аэропланом.
- 10 марта — в Китае запрещено рабство.
- 21 марта — распущено Государственное собрание Венгрии[5].

### Апрель
- 14 апреля — сообщество Маунт-Рейнир в американском штате Мэриленд получило статус города[6].
- 21 апреля — в Москве открылась Марфо-Мариинская обитель.
- 29 апреля — отставка премьер-министра Австралии протекциониста Альфреда Дикина. Новое правительство вновь возглавляет лейборист Эндрю Фишер[7].

### Май
- 10 мая — объявлено о проведении новых выборов в Государственное собрание Венгрии[5].
- 20 мая — в конфликт в Никарагуа, где законные власти воевали против заговорщиков, поддерживаемых США, вмешалась американская морская пехота, высадившаяся в порту Блуфилдс, осаждённом правительственной армией[8].
- 27 мая — Прусский парламент отвергает возможность введения равного права голоса для женщин.

### Июнь
- 1 июня  — начались двухдневные выборы в Государственное собрание Венгрии. Абсолютное большинство мест получила Партия рационального труда Иштвана Тисы[5].
- 5 июня — в Киеве поднялся в воздух первый аэроплан российской постройки, который создал А. С. Кудашев.
- 24 июня — массовая антиамериканская демонстрация в столице Гондураса Тегусигальпе[9].
- 26 июня — лидер Партии возрождения Антониу Тексейра ди Соуза сформировал правительство по предложению короля Португалии Мануэла II[10].

### Июль
- 16 июля — президент Чили Педро Монтт передал власть первому вице-президенту Элиасу Фернандесу Альбано и выехал в Германию для лечения атеросклероза[11].

### Август
- 16 августа — ночью в Бремене скоропостижно скончался президент Чили Педро Монтт, прибывший на лечение в Германию[11].
- 19 августа — отставка президента Никарагуа Хосе Мадриса. Власть переходит брату лидера мятежников депутату Хосе Долоресу Эстраде[12].
- 22 августа — Япония аннексировала Корею (см. Договор о присоединении Кореи к Японии).
- 28 августа
  - Черногория провозглашается независимым королевством во главе с монархом Николаем I.
  - В Манагуа вступает армия никарагуанских мятежников во главе с Хуаном Хосе Эстрадой. Через два дня он провозглашён президентом страны[12].
- 28 августа — 3 сентября — Копенгагенский конгресс II Интернационала.

### Сентябрь
- 6 сентября — скончался временный президент Чили Элиас Фернандес, простудившийся на похоронах президента Педро Монтта. Временным президентом назначен вице-президент и министр юстиции Эмилиано Фигероа Ларраин[13].
- 18 сентября — началось четырёхдневное празднование 100-летия независимости Чили[14].

### Октябрь
- 5 октября — Португалия провозглашается республикой с Теофило Брагой в качестве главы государства.

### Ноябрь
- 14 ноября — Юджин Б. Эли совершил первые взлёт и посадку на авианосец.
- 25 ноября — на пост президента Парагвая вступил бывший министр иностранных дел Мануэль Гондра[15].

### Декабрь
- 23 декабря — на пост президента Чили вступил Рамон Баррос, избранной президентом по соглашению Либеральной и Национальной партий[16].

## Родились
См. также: Категория:Родившиеся в 1910 году

### Январь
- 4 января
  - Джозефина Макким, американская олимпийская пловчиха (ум. в 1992 году)
  - Хильда Шрадер, немецкая пловчиха (ум. в 1966 году)
- 5 января — Джек Лавлок, новозеландский олимпийский спортсмен (ум. 1949)
- 23 января — Джанго Рейнхардт, основатель цыганского джаза, гражданин Франции (ум. 1953).

### Февраль
- 12 февраля — Энрике Андерсон Имберт, аргентинский писатель, литературовед (ум. 2000).
- 19 февраля — Дороти Дженис (100) — американская актриса немого кино. (ум. 2010).
- 28 февраля — Пауль Вернер Хоппе, оберштурмбаннфюрер СС, комендант концлагеря Штуттгоф (ум. в 1974).

### Март
- 14 марта — Гельмут Кнохен, немецкий англист, штандартенфюрер СС, командир полиции безопасности и СД в оккупированной Франции (ум. 2003).
- 17 марта — Уринбой Рахмонов, основатель и артист Ошского узбекского драмтеатра имени Бабура (ум. 1980).
- 20 марта — Ким Ир, премьер Административного совета КНДР в 1972—1976 годах (ум. 1984).
- 23 марта — Акира Куросава, японский кинорежиссёр, продюсер и сценарист (ум. 1998).
- 27 марта — Борис Константинович Утехин, советский живописец-пейзажист (ум. 1988).

### Апрель
- 6 апреля — Борис Кит, американский учёный в области астронавтики (ум. 2018).
- 11 апреля — 
  - Антониу ди Спинола, маршал, президент Португалии в 1974 году (умер 1996).
  - Архимандрит Иоанн (Крестьянкин), священник Русской Православной Церкви, почитаемый старец.

### Май
- 6 мая — Екатерина Ефимова, советская художница, живописец (ум. 1996).
- 19 мая – Ион Тукулеску, румынский художник-модернист (умер в 1962 году).
- 23 мая — Абдул Захир, премьер-министр Афганистана в 1971—1972 годах (ум. 1983).
- 29 мая — Александр Иванович Лактионов, советский художник, наиболее известен благодаря картине «Письмо с фронта» (ум. в 1972).

### Июнь
- 8 июня — Джон Кэмпбелл-младший, американский писатель-фантаст и редактор (ум. 1971).
- 11 июня — Жак-Ив Кусто, французский океанограф, фотограф, режиссёр, изобретатель (ум. 1997).
- 16 июня — Хуан Веласко Альварадо, перуанский военный и политический деятель, глава Перу в 1968—1975 годах (ум. 1977).
- 21 июня — Александр Твардовский, советский поэт и общественный деятель (ум. 1971).
- 22 июня
  - Конрад Цузе, немецкий инженер, создатель первого программируемого компьютера Z3 и первого языка программирования высокого уровня Планкалкюль (ум. 1995).
  - Джон Хант, английский офицер, руководитель экспедиции, в ходе которой Эдмунд Хиллари и Норгей Тенцинг впервые в мире покорили Эверест (ум. 1998).
- 29 июня — Иззат Султанов — узбекский учёный, литературовед, критик, драматург, государственный и общественный деятель (ум. 2001).

### Июль
- 4 июля — Глория Стюарт, американская актриса (ум. 2010).
- 11 июля — Йоханнес Хассебрёк, штурмбаннфюрер СС, комендант концлагеря Гросс-Розен (ум. в 1977).
- 14 июля — Уильям Ханна, американский мультипликатор, режиссёр, продюсер и соучредитель компании Ханна-Барбера (ум. 2001).
- 23 июля — Пимен, 14-й Патриарх Московский и всея Руси (ум. 1990).

### Август
- 20 августа — Игорь Беляев, советский гигиенист (ум. 1984).
- 27 августа — Мать Тереза, религиозная деятельница, лауреат Нобелевской премии мира (1979) (ум. 1997).

### Октябрь
- 1 октября — Бонни Паркер, знаменитая американская грабительница времён Великой Депрессии, действующая вместе с Клайдом Бэрроу (ум. 1934).
- 11 октября — Александр Рёмин, советский футболист и хоккеист (ум. 1946).
- 15 октября — Леонид Душкин, советский учёный и изобретатель, конструктор жидкостных реактивных двигателей (ум. 1990).
- 19 октября — Субраманьян Чандрасекар, американский астрофизик, лауреат Нобелевской премии по физике (1983) (ум. 1995).

### Ноябрь
- 15 ноября — Михаил Якушин, советский футболист и хоккеист, футбольный тренер. Заслуженный мастер спорта. Заслуженный тренер СССР (ум. 1997).

### Декабрь
- 5 декабря — Михаил Семичастный, советский футболист и футбольный тренер. Заслуженный мастер спорта (ум. 1978).
- 24 декабря — Фриц Лейбер, американский писатель-фантаст (ум. 1992).

## Скончались
См. также: Категория:Умершие в 1910 году
- 17 февраля — Елизавета Дурново-Эфрон, российская деятельница революционного движения (род. 1854).
- 23 февраля — Вера Фёдоровна Комиссаржевская, русская актриса (род. 1864).
- 14 апреля — Михаил Александрович Врубель, русский художник (род. 1856).
- 21 апреля — Марк Твен, американский писатель (род. 1835)
- 23 апреля — Тереза Мария Креста, блаженная римско-католической церкви, монахиня (род. 1846).
- 26 апреля — Бьёрнстьерне Мартинус Бьёрнсон, норвежский поэт, лауреат Нобелевской премии по литературе 1903 года (род.1832).
- 18 мая — Элиза Ожешко, польская писательница (род. 1841).
- 29 мая — Милий Алексеевич Балакирев, русский композитор (род. 1837).
- 5 июня — О. Генри (настоящее имя Уильям Сидни Портер), американский писатель (род. 1862).
- 14 июня — Василий Яковлевич Михайловский, протоиерей РПЦ, богослов, поэт, педагог, настоятель Церкви Вознесения, председатель Петербургского общества трезвости[17].
- 14 июля — Мариус Иванович Петипа, российский театральный деятель и педагог французского происхождения, артист балета и балетмейстер (род. 1818).
- 24 июля — Архип Иванович Куинджи, русский художник (род. 1842).
- 21 августа — Гюстав Муанье ( Gustave Moynier ), Президент Международного Комитета Красного Креста (МККК) (род. в 1826).
- 1 сентября — Александр Михайлович Зайцев, русский химик (род. 1841).
- 2 сентября — Анри Руссо, французский художник-примитивист. (род. 1844).
- 8 октября — Мария Конопницкая, польская писательница (род. 1842).
- 30 октября — Анри Дюнан, швейцарский гуманист и основатель Международного Комитета Красного Креста (МККК) (род. в 1828).
- 20 ноября — Лев Николаевич Толстой, российский писатель, мыслитель, публицист (род. 1828).
- 30 ноября — Джем Мэйс, британский боксёр (род. 1831).

## Нобелевские премии
- Физика — Ян Дидерик Ван-Дер-Ваальс — «За работу над уравнением состояния газов и жидкостей».
- Химия — Отто Валлах — «В знак признаний его достижений в области развития органической химии и химической промышленности, а также за то, что он первым осуществил работу в области алициклических соединений».
- Медицина и физиология — Альбрехт Коссель — «За вклад в изучение химии клетки, внесённый исследованиями белков, включая нуклеиновые вещества».
- Литература — Пауль Йохан Людвиг фон Хейзе — «За художественность, идеализм как лирический поэт, драматург, романист и автор известных всему миру новелл».
- Премия мира — Международное бюро мира — «За организацию конференций по разоружению».